# بیل را بکش: بخش ۱
بیل را بکش: بخش ۱ (انگلیسی: Kill Bill: Volume 1) یک فیلم هنرهای رزمی آمریکایی محصول سال ۲۰۰۳، به نویسندگی و کارگردانی کوئنتین تارانتینو است. اوما تورمن نقش اصلی عروس را بازی می‌کند: آدم‌کش سابقی که عهد می‌کند از گروهی از آدم‌کش‌ها (لوسی لیو، مایکل مدسن، داریل هانا، و ویویکا ای. فاکس) و رهبرشان، بیل (دیوید کارادین) که سعی در کشتن او و فرزند متولد نشده‌اش داشتند، انتقام بگیرد. سفر طولانی، او را به توکیو می‌رساند که در آن‌جا با یاکوزا به مبارزه می‌پردازد.
تارانتینو بیل را بکش را به‌منزلهٔ ادای دین به فیلم لیدی اسنوبلاد (۱۹۷۳)، سینمای گرندهاوس، فیلم‌های ژانر هنرهای رزمی، سینمای سامورایی، سینمای تجارتی سیاهان و وسترن‌های اسپاگتی به وجود آورد. فیلم دارای سکانسی انیمه‌ای است که به‌وسیلهٔ پروداکشن آی. جی ساخته شد. بخش ۱ نخستین فیلم از دو فیلم بیل را بکش است که نخست قرار بود هر دو یک‌جا در سینما اکران شود اما تارانتینو برای جلوگیری از برش سکانس‌ها و خلاصه شدن فیلم، این محصول را به دو فیلم مجزا تقسیم کرد. بیل را بکش: بخش ۲ شش ماه بعد منتشر شد.
بیل را بکش در ۱۰ اکتبر ۲۰۰۳ در ایالات متحده اکران شد. این فیلم نقدهای مثبتی از سوی منتقدان دریافت کرد. با وجود اینکه فیلم با بودجهٔ ۳۰ میلیون دلاری ساخته شد، بیش از ۱۸۰ میلیون دلار در سرتاسر جهان فروش داشت و در آن زمان به پرفروش‌ترین اکران تارانتینو در آخر هفتهٔ افتتاحیه تبدیل شد.

## داستان
در سال ۱۹۹۹، عروس، یکی از اعضای سابق جوخهٔ ترور افعی مرگ‌بار، در حال برگزاری مراسم ازدواج خود در کلیسای کوچکی در ال پاسو، تگزاس است. افعی‌های مرگبار به رهبری بیل به کلیسا حمله می‌کنند و همه را می‌کشند. همان‌طور که عروس مجروح روی زمین افتاده، به بیل می‌گوید که خودش پدر فرزند متولد نشده‌اش است. در همان لحظه است که بیل به سر عروس شلیک می‌کند.
عروس به کما می‌رود. در بیمارستان، ال درایور، یکی از افعی‌های مرگبار، آماده می‌شود تا او را از طریق تزریق مادهٔ کشنده ترور کند. بیل دستور می‌دهد که مأموریت لغو شود زیرا کشتن او را در حالی که بی دفاع است، شرم آور می‌داند. عروس پس از چهار سال بیدار می‌شود و با وحشت متوجه می‌شود که دیگر باردار نیست. او مردی که قصد تجاوز به او داشت و کارگر بیمارستان که در حال فروختن جسدش در حین کما به مرد بود را می‌کشد. او کامیون کارگر بیمارستان را می‌گیرد و وضعیت سلامتی خودش را به حالت اولیه برمی‌گرداند و قول می‌دهد بیل و دیگر افعی‌های مرگبار را بکشد.
عروس به خانه ورنیتا گرین، افعی مرگبار سابق که اکنون زندگی عادی در حومه شهر دارد، می‌رود. او و عروس درگیر مبارزه با چاقو می‌شوند که وقتی دختر جوان ورنیتا به خانه می‌رسد، این دعوا قطع می‌شود. وقتی ورنیتا سعی می‌کند با تپانچه‌ای که در جعبه غلات پنهان شده بود به عروس شلیک کند، عروس چاقویی را به سینه او پرتاب می‌کند و او را می‌کشد.
عروس به اوکیناوا می‌رود تا از شمشیرساز افسانه‌ای هاتوری هانزو شمشیر بگیرد. هاتوری هانزو سوگند یاد کرده‌است که دیگر هرگز شمشیر نسازد. پس از فهمیدن اینکه هدف عروس، کشتن بیل (شاگرد سابقش) است، بهترین شمشیر خود را برای او می‌سازد. عروس به توکیو سفر می‌کند تا افعی مرگبار دیگر به نام او-رن ایشی را پیدا کند که اکنون رهبر یاکوزاهای توکیو است. او-رن پس از اینکه او در کودکی شاهد قتل والدینش توسط یاکوزا بود، از رئیس یاکوزا انتقام گرفت و پس از تمرین، به‌عنوان قاتل نخبه جانشین او شد.
عروس او-رن ایشی را تا رستوران تعقیب می‌کند. عروس در رستوران دست معاون او-رن، سوفی فتال، را قطع می‌کند. او سپس گروه مبارزان نخبه او-رن، یعنی دیوانه ۸۸ را شکست می‌دهد و محافظ او-رن، دختر مدرسه‌ای یعنی گوگو یوباری را می‌کشد. حین دوئل او-رن و عروس در باغ رستوران، عروس قسمت بالای سر او-رن را قطع می‌کند و او-رن کشته می‌شود. عروس سوفی را برای کسب اطلاعات در مورد دیگر افعی‌های مرگبار شکنجه می‌کند و او را به‌منظور یک اخطار زنده می‌گذارد. بیل سوفی را پیدا می‌کند و از او در مورد اطلاع عروس از زنده بودن دخترش سؤال می‌پرسد.

## بازیگران
- اوما تورمن در نقش عروس (با نام رمزی بلک مامبا)، یکی از اعضای سابق جوخه آدم‌کشی افعی مرگبار که «مرگ‌بارترین زن جهان» توصیف می‌شود.
- لوسی لیو در نقش او-رن ایشی افعی مرگبار سابق که رهبر یاکوزاهای ژاپنی شده‌است.
- دیوید کارادین در نقش بیل (با نام رمز افسونگر مار)، رهبر سابق افعی‌های مرگبار، معشوقه سابق عروس و پدر دخترش. او تا بخش ۲ یک شخصیت دیده‌نشده‌است.
- ویویکا ای فاکس در نقش ورنیتا گرین
- مایکل مدسن در نقش باد
- داریل هانا در نقش الی درایور
- ژولی دریفوس در نقش سوفی فتل
- سونی چیبا در نقش هاتور هانزو
- چیاکی کوریاما در نقش گوگو یوباری
- گوردون لیو در نقش جانی مو
- مایکل پارکس در نقش رنجر ارل مک گرو
- مایکل بوون در نقش باک
- جون کونیمورا در نقش رئیس تاناکا
- کنجی اوبا در نقش شیرو،
- کازوکی کیتامورا در نقش رئیس کوجی
- جیمز پارکز در نقش رنجر ادگار مک‌گرو
- جاناتان لاوران در نقش مشتری تجاوز به عروس
- یوکی کازاماتسوری در نقش صاحب
- ساکیچی ساتو در نقش «چارلی براون»
- آمبروزیا کلی در نقش ناکیا «نیکی» بل
- یوجی تاناکا در نقش دیوانه ۸۸ #۳
- ایسی تاکاهاشی در نقش دیوانه ۸۸ #۴
- جوری ماناسی در نقش دیوانه ۸۸ #۶
- آکاجی مارو در نقش رئیس اوزاوا
- آیی مایدا در نقش او-رن (سکانس انیمه) (صدا)
- نائومی کوسومی در نقش رئیس ماتسوموتو (سکانس انیمه) (صدا)
- هیکارو میدوریکاوا در نقش ریکی خوشکله (سکانس انیمه) (صدا)

## بازخورد
در وبگاه جمع‌آوری نقد راتن تومیتوز، این فیلم بر اساس بررسی‌های ۲۳۸ منتقد، امتیاز ۸۵٪ با میانگین نمرهٔ ۷٫۷۰/۱۰ را کسب کرده‌است. اجماع آن چنین است: «بیل را بکش مسلماً چیزی بیشتر از یک تریلر انتقامی خوش‌سبک است – البته تریلری که از افراط بسیار مبتکرانه از سبک سود می‌برد.» این فیلم در متاکریتیک بر اساس بررسی ۴۳ منتقد جریان اصلی، میانگین امتیاز ۶۹ از ۱۰۰ را کسب کرد که نشان‌دهنده «بررسی‌های عموماً مطلوب» است. تماشاگران شرکت‌کننده در نظرسنجی سینماسکور به فیلم متوسط نمرهٔ «B+» در مقیاس A+ تا F دادند.

### افتخارات
اوما تورمن در سال ۲۰۰۴ نامزد جایزه گلدن گلوب و بفتای بهترین بازیگر نقش اول زن شد. این فیلم نیز نامزد چهار جایزه در مراسم بفتا شد. بیل را بکش: بخش ۱ در فهرست ۵۰۰ فیلم برتر تاریخ مجله امپایر در رتبه ۳۲۵ قرار گرفت و عروس نیز در رتبه ۶۶ در «۱۰۰ شخصیت برتر سینمایی» مجله امپایر قرار گرفت. هیچ‌یک از فیلم‌های بیل را بکش نامزد دریافت جایزه اسکار نشدند.

## دنباله
دنباله‌ای، بیل را بکش: بخش ۲، در آوریل ۲۰۰۴ منتشر شد. این فیلم به داستان تلاش عروس برای کشتن بیل و اعضای باقی‌مانده جوخه قتل افعی مرگبار ادامه می‌دهد. بخش ۲ نیز یک موفقیت هنری و تجاری بود و بیش از ۱۵۰ میلیون دلار فروش داشت.